# プリズマトウーリサス卵科
プリズマトウーリサス卵科（プリズマトウーリサスらんか、学名 : Prismatoolithidae）は、卵化石の卵科。鳥脚類あるいは獣脚類によって産み付けられた可能性がある。